# Musik-Museum Beeskow
Das Musikmuseum Beeskow ist eine Ausstellung von mechanischen bzw. selbstspielenden Musikinstrumenten. Es wurde 2006 in Monschau-Imgenbroich gegründet und zog im Verlauf des Jahres 2014 nach Beeskow an der Spree um, wo es unter Federführung des neu gegründeten Fördervereins im Mai 2018 in der dortigen Burg Beeskow neu eröffnet wurde. Die Stadt Beeskow hat mittlerweile das gesamte Museum vom Gründer und Restaurator Thomas Jansen (1954–2021) erworben.

## Geschichte

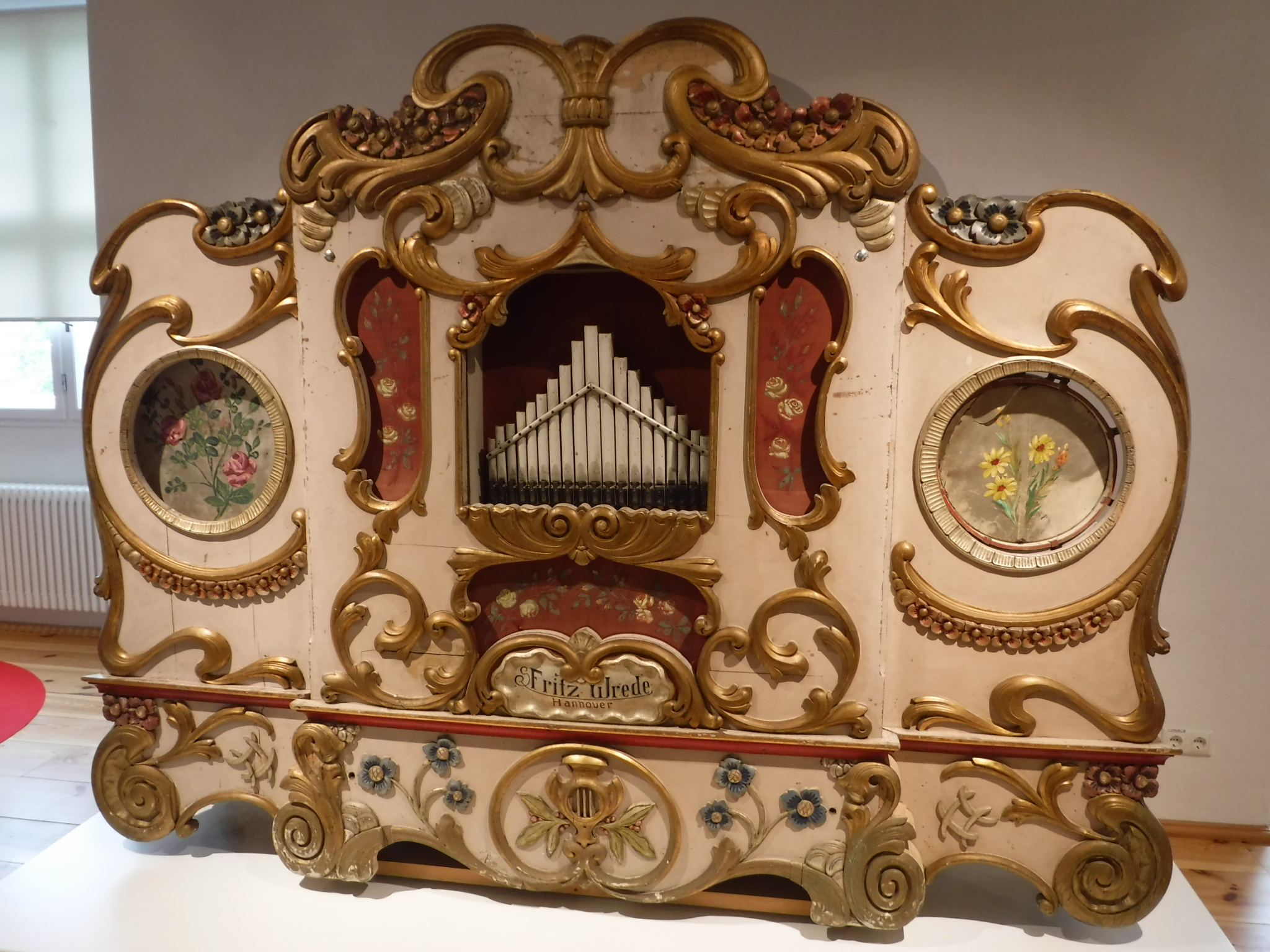
Jahrmarktsorgel Modell Nr. 45 der Firma Fritz Wrede (Hannover-Kleefeld)

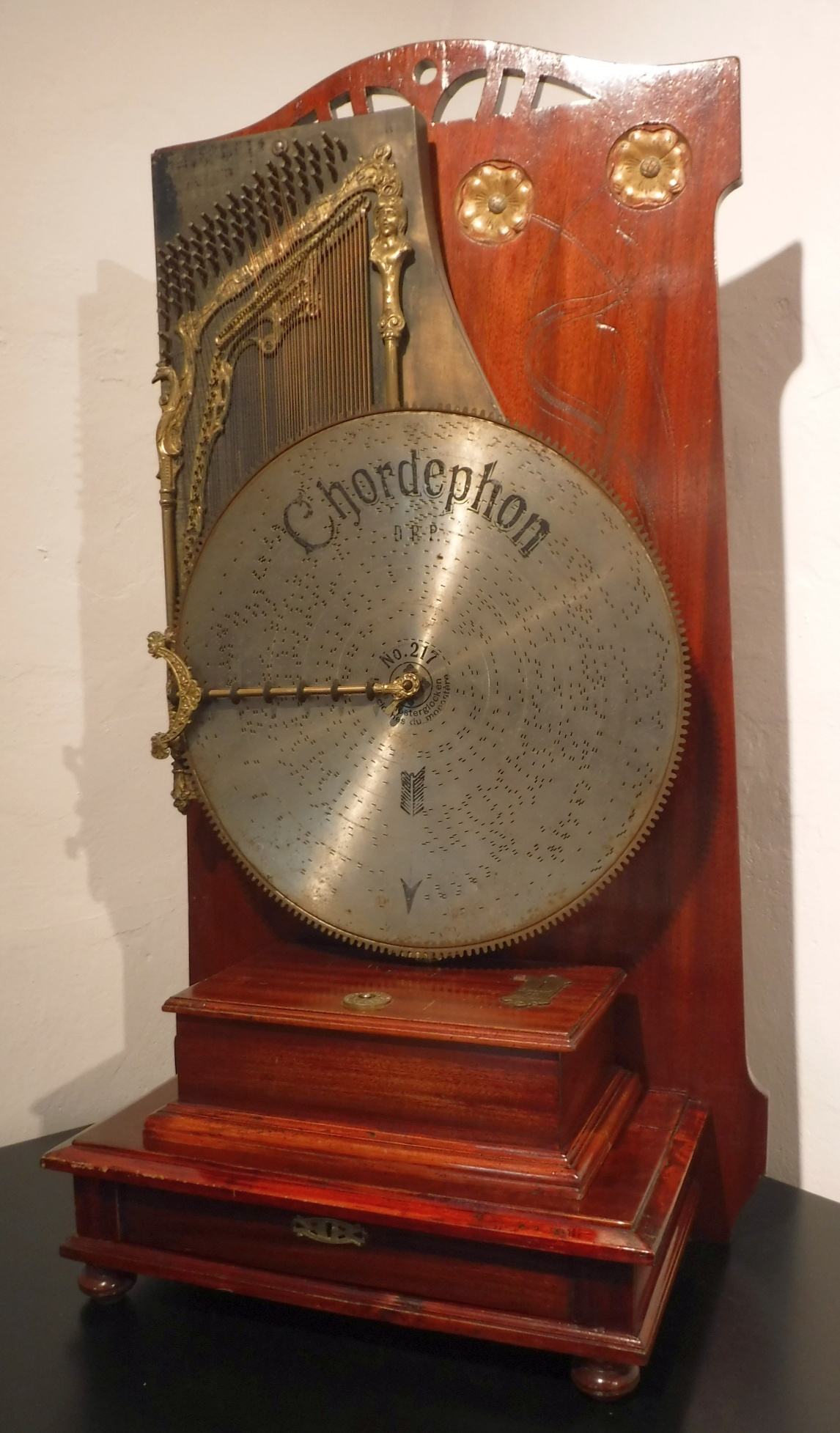
Chordephon Nr. 60 der Firma Fabrik Mechanischer Zithern Chordephon Clauss & Co. (Leipzig)

Das Musikmuseum war in den 1980er-Jahren aus einer Sammelleidenschaft Jansens entstanden, der zunächst das leerstehende denkmalgeschützte Festhaus „Haus Wiesenthal“ in der Laufenstraße 82 anmietete, um dort seine Objekte auszustellen. Nach dem Umbau des Hauses zum Hotel musste Jansen in die Rosenthalstraße ausweichen, bevor er das Gebäude der ehemaligen „Alten Molkerei“ am Erlenweg in Imgenbroich übernehmen konnte, das aufgrund einer privaten Initiative in den Jahren 2007 bis 2009 aus privaten Mitteln saniert und umgebaut worden war.
Schließlich wurde im Jahr 2009 dort das neue Musikmuseum eröffnet, das auf über 700 m2 mit 161 Positionen und 7300 Einzelstücken einen Querschnitt durch die Entwicklungsgeschichte selbstspielender Musikinstrumente aus drei Jahrhunderten präsentierte. Aufgrund von Auflagen der Brandschutzbestimmungen war der Fortbestand nicht mehr gesichert und Jansen entschloss sich daraufhin, seine Sammlung der Gemeinde Beeskow zu übertragen. Dort wurde das Musikmuseum in der Burg Beeskow 2018 neu eröffnet.

## Ausstellung
Im Museum ist während einer Führung eine Vielzahl restaurierter Instrumente real in Betrieb zu sehen und zu hören. In der eingegliederten Museumswerkstatt wird auf historischen Maschinen demonstriert, wie einst Musik von der Partitur in ein gelochtes Papierband umgesetzt wurde. Daneben wird gezeigt, wie mit heutiger Computertechnik alte Originalrollen gescannt und neu gestanzt werden. In der Ausstellung befindet sich ebenfalls eine Sammlung von ca. 4500 Notenrollen für verschiedenste Systeme.

## Instrumente
Zu den Exponaten zählt eine Trompetenorgel „Style 18“ der Firma DeKleist, North Tonawanda, New York, das wohl einzige spielbereite Exemplar dieser Art in Europa. Im Obergeschoss sind im Konzertsaal zurzeit vier unterschiedliche Reproduktions-Systeme ausgestellt. Diese Instrumente ermöglichen die originalgetreue Wiedergabe von historischen Aufnahmen einstiger Pianisten und Komponisten. Ein seltenes „DUCA“-Kabinett-Piano der Firma J. D. Philipps aus Frankfurt, ein Steinway-„Vertigrand“-Klavier mit einem Welte-Mignon-Einbau aus dem Jahr 1907, ein Welte-Vorsetzer, ein Aeolian Weber Duo-Art-Flügel sowie ein Hardman Welte Licensee-Flügel können vorgeführt werden.
In der Sammlung befinden sich auch große Instrumente wie das Orchestrion der Fa. Imhof & Mukle aus Vöhrenbach, Modell „Badenia II“. Gegenwärtig wird eine Duo-Art-Konzertorgel der Fa. Aeolian, New Jersey für die bereits vorbereitete Orgelkammer restauriert. Diese Orgel mit ca. 1.200 Pfeifen war ursprünglich im Kaufhaus „Harrods“ in London installiert. Weiterhin wartet die Hupfeld-Phonoliszt-Violina, ein selbstspielendes Piano mit drei Geigen der Leipziger Ludwig Hupfeld AG auf die Wiederherstellung.